# Tell Berna
Tell Schirnding Berna (Pelham Manor, 24 luglio 1891 – Nantucket, 5 aprile 1975) è stato un mezzofondista statunitense.

## Biografia
Berna nel 1912 si laureò alla Cornell University ed è stato membro della Sphinx Head Society (Società della Testa di Sfinge). Dopo il college, Berna ha avuto una carriera nel settore delle macchine utensili, riscontrando un discreto successo, tanto che, nel 1937 è diventato segretario generale della National Machine Tools Business Association.

## Carriera sportiva
Berna è stato un atleta rappresentativo degli Stati Uniti d'America riuscendo a partecipare all'Olimpiade estiva di Stoccolma del 1912. Il quell'occasione Berna riuscì a stabilire il record dei 3000 metri che rimase il miglior tempo per ben venti anni. Berna, nella stessa Olimpiade, gareggiò anche per i 5000 metri riuscendo ad arrivare al 5º posto.